# Sosnogorsk
Sosnogorsk (do 1957 Iżma) – miasto w Rosji, w republice Komi, w pobliżu miasta Uchta, na lewym brzegu Iżmy (dorzecze Peczory). Około 29,6 tys. mieszkańców (2006).
W mieście rozwinął się przemysł taboru kolejowego oraz gazowniczy.